# 妖怪少年探偵團シリーズ
『妖怪少年探偵團シリーズ』（ようかいしょうねんたんていだんシリーズ、英語: Yōkai Detective Boys Series）は、MF文庫J（KADOKAWA）より発行されたてにをはによる日本のライトノベルのシリーズ。

## 概要
昭和の東京を舞台にしたライトノベルのシリーズ。妖怪関係の事件の解決を主要なテーマとし、妖怪専門の探偵社を営む少年探偵とその仲間たちのコミカルな推理小説として描く。舞い込んでくる依頼に妖怪少年探偵團が挑むという構成が特徴。2014年に『モノノケミステリヰ』として漫画化された。

## シリーズ作品
モノノケミステリヰ
異変があるという特急列車にまつわる謎に探偵團が挑む様子が描かれている。
モノノケミステリヰ2
イギリスからやって来た吸血鬼の護衛を依頼される探偵團の様子が描かれている。

## 登場人物
月岡春足（つきおか はるたり）
神楽坂７丁目で月岡探偵社を営む少年探偵。妖怪を専門に扱う「冥」探偵である。
鉄輪弥人（かんなわ やひと）
寡黙な活字中毒の少年。妖刀「かぎろひ」を操る探偵團の荒事担当。
南方うつひ（みなかた うつひ）
憑き物筋の家系の生まれで、イズナ使いの少女。探偵團の情報担当。

## 作風とテーマ
妖怪関係の事件（あるいは謎）の解決を主要なテーマとしている。毒舌な少年探偵とその仲間たちが事件の解決に向けて尽力したり、怪異の原因である物の怪と対峙して戦ったり、あるいはコミカルなかけ合いをしたりする様子が描かれている。

## 制作背景
てにをはが制作したVOCALOIDを用いた楽曲（ボカロ曲）のうち、人気の高い「モノノケミステリヰ」を始めとする『妖怪少年探偵團シリーズ』の世界観を楽曲制作者であるてにをは自身が小説化した。動画投稿サイトへの楽曲の投稿、同楽曲をもとに執筆されたいわゆる「ボカロ小説」の発売、そして同小説をコミカライズした漫画の連載が並行して行われた、『女学生探偵シリーズ』に続くメディアミックス作品である。 

## 漫画
双葉はづきにより『モノノケミステリヰ』の一部がコミカライズされ、『pixivコミック』（KADOKAWA〈月刊コミックジーン〉）において2014年7月25日から2017年3月27日まで連載された。

## 既刊一覧

### 小説
てにをは（著）・ロウ（イラスト）、KADOKAWA〈MF文庫J〉、全2巻
- 『モノノケミステリヰ』、2014年9月25日発売[3]、ISBN 978-4-0406-6994-6
- 『モノノケミステリヰ2』、2015年2月25日発売[4]、ISBN 978-4-0406-7407-0

### 漫画
てにをは（原作）・ロウ（キャラクター原案／デザイン）・双葉はづき（作画）、KADOKAWA〈MFコミックス ジーンシリーズ〉、既刊1巻
- 『モノノケミステリヰ 1』、2014年11月27日発売[5]、ISBN 978-4-0406-7211-3

### 翻訳版
漫画版が中国語（繁体字）に翻訳され、東立から発行されている。
- 妖怪少年偵探團#1、2016年8月23日発行、ISBN 978-986-462-016-6